# Spiraeanthemum
Spiraeanthemum ist eine Pflanzengattung aus der Familie der Cunoniaceae. Sie kommt mit 19 Arten von Sträuchern und Bäumen auf den nördlichen Molukken, in Melanesien, Nordost-Australien und auf den Samoainseln vor. Von manchen Autoren wird ein Großteil der Arten in eine eigene Gattung Acsmithia Hoogland abgetrennt.

## Beschreibung

### Vegetative Merkmale
Die Spiraeanthemum-Arten sind Sträucher oder kleine bis mittelgroße Bäume mit immergrüner Belaubung. Die Zweige besitzen oft verdickte Knoten. Die Laubblätter stehen gegenständig oder in drei- bis vierzähligen, manchmal auch fünfzähligen Quirlen. Die Nebenblätter sind als „Interpetiolarstipeln“ ausgebildet. Sie finden sich an den Knoten zwischen den Ansatzstellen der Blattstiele, in der Regel in gleicher Anzahl wie diese. Sie sind ungeteilt, dreieckig-eiförmig bis lineal-lanzettlich, fallen meist früh ab und hinterlassen dann elliptische bis längliche, gerade bis gekrümmte Narben. Die einfachen und ungeteilten, fiedernervigen Blattspreiten sind ganzrandig oder gekerbt-gesägt. Entlang der Mittelrippe, seltener auch entlang von Seitennerven sind in den Nervenwinkeln oft Acarodomatien vorhanden. Es handelt sich dabei entweder um gruben- oder taschenartige Hohlräume oder um Haarbüschel, in der Regel aber um eine Kombination aus beidem. Das Indument besteht aus einfachen, einzelligen Haaren. Zwischen diesen sind auf der Blattfläche und auf den Nerven Sekretionsdrüsen als rote Punkte sichtbar.

### Blütenstände
Die Blütenstände sind reichblütige Rispen. Sie stehen meist einzeln, manchmal auch seriell inseriert zu zweit in den Blattachseln. Insbesondere in der Spiraeanthemum densiflorum-Gruppe können die Blütenstände manchmal auch – bei Spiraeanthemum davidsonii immer – endständig an den Zweigen stehen. Selten kommt auch Kauliflorie vor. Die Länge des Blütenstandsstiels beträgt bei den meisten Arten etwa 20–50 Prozent der Gesamtlänge. In der Spiraeanthemum densiflorum-Gruppe sind die achselständigen Rispen aber in der Regel ungestielt, d. h. sie besitzen unmittelbar an der Basis ein gegenständiges Paar von Seitenästen. Die Rispenäste sind an den unteren Knoten gegenständig oder in drei- bis vierzähligen Quirlen angeordnet, an den oberen Knoten meist weniger regelmäßig und mehr oder weniger wechselständig. Ihre Tragblätter sind klein und hinfällig. Die Blüten befinden sich auf gegliederten Blütenstielen einzeln oder gebüschelt an den letzten Verzweigungen der Rispe. Die Blüten einer Rispe werden alle gleichzeitig blühreif.

### Blüten
Die kleinen, weißen bis gelblichen oder grünlichen Blüten sind entweder zwittrig oder eingeschlechtig. In letzterem Fall ist die Geschlechtsverteilung zweihäusig. Die radiärsymmetrischen, (3–)4–5(–6)-zähligen Blüten besitzen einen flachen Blütenboden. Die Blütenhülle besteht nur aus den in der Knospe klappigen, am Grund auf ¼–½ ihrer Länge miteinander verwachsenen, etwas ledrigen Kelchblättern. Kronblätter fehlen. Es sind in der Regel doppelt so viele Staubblätter wie Kelchzipfel vorhanden. Selten ist ihre Zahl unregelmäßig oder sie entspricht manchmal nur der Anzahl der Kelchzipfel. Die Staubblätter bestehen aus pfriemlichen, kahlen Staubfäden und kleinen Staubbeuteln, die beweglich an ihrem Rücken (dorsifix) dem Staubfaden angeheftet sind. Die breit herzförmigen bis quer-ovalen Staubbeutel sind an der Spitze ausgerandet bis eingeschnitten, an der Basis eingeschnitten und öffnen sich der Länge nach. In weiblichen Blüten sind die Staubbeutel auf die halbe Größe reduziert und wahrscheinlich steril, selten möglicherweise auch fruchtbar. Der Nektardiskus besteht aus einzelnen, kahlen oder etwas behaarten Lappen, deren Zahl ursprünglich der Anzahl der Staubblätter entspricht. Die Diskuslappen sind entweder frei und stehen dann abwechselnd mit den Staubblättern, oder sie sind manchmal – in männlichen Blüten immer – paarweise miteinander verwachsen. In letzterem Fall werden die Paare durch die vor den Kelchblättern stehenden Staubblätter getrennt und sind gegen das Blütenzentrum zu vor den Staubblättern angeordnet, die zwischen den Kelchblättern stehen. In männlichen Blüten sind die paarweise verwachsenen Diskuslappen eng aneinander gedrückt und umschließen einen Hohlraum im Zentrum der Blüte. In männlichen Blüten fehlt das Gynoeceum vollständig. In weiblichen und zwittrigen Blüten sind 2–6 oberständige, mehr oder weniger freie Fruchtblätter vorhanden, die sich aber oft nicht alle bis zur Fruchtreife entwickeln. Die eiförmigen, behaarten Fruchtblätter setzen sich kontinuierlich in einen stielrunden, kahlen oder nur am Grund einige Haare aufweisenden Griffel fort. Die kleine, endständige Narbe ist keulenförmig und mit Papillen besetzt. In jedem Fruchtblatt sind etwa in der Mitte oder nahe dem oberen Ende 1–4(–6) hängende, nach beiden Enden verschmälerte und geflügelte Samenanlagen enthalten.

### Früchte und Samen
Der Kelch, die Griffel und manchmal auch die Staubblätter bleiben im Fruchtzustand erhalten. In jeder Blüte entwickeln sich aus den Fruchtblättern 2–5 kleine, freie, mit dem Grund nur am Blütenboden angeheftete Balgfrüchte, die sich alle entlang der gesamten Bauchnaht öffnen. Die steif ledrigen, kahnförmigen Fruchtklappen besitzen schwach verdickte Ränder. In jeder einzelnen Balgfrucht sind 1–4 längliche, kahle, unterschiedlich geflügelte Samen enthalten.

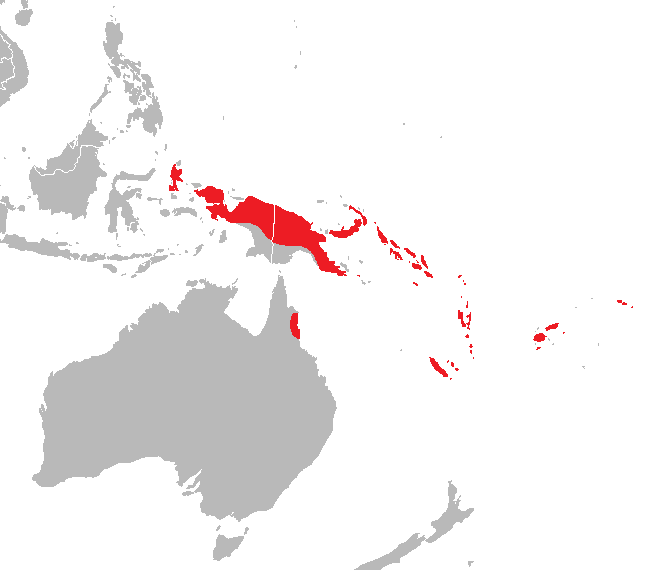
Verbreitung der Gattung Spiraeanthemum

## Verbreitung und Lebensraum
Das Verbreitungsgebiet der Gattung erstreckt sich von den Molukken-Inseln Halmahera und Bacan über Neuguinea, den Bismarck-Archipel und die Salomonen bis nach Vanuatu, Fidschi und Samoa. Neukaledonien weist mit sieben Arten die größte Artenvielfalt auf. Eine einzige Art, Spiraeanthemum davidsonii, kommt im Osten von Queensland auf dem australischen Kontinent vor. Die meisten Arten haben ein kleines Verbreitungsgebiet und kommen nur auf einer einzigen oder wenigen relativ kleinen Inseln vor.
Der Großteil der Arten der Gattung Spiraeanthemum kommt in tropischen Regenwäldern der Tieflagen und der unteren Berglagen vor. Einige Arten reichen bis in die Nebelwälder hinauf oder kommen in Buschwäldern auf Gipfeln und an exponierten Graten vor, etwa Spiraeanthemum pulleanum, das auf Neuguinea eine Seehöhe von 2650 m erreicht. Die auf Neukaledonien vorkommenden Arten besiedeln auch relativ trockene Buschwälder auf Serpentinit oder wachsen in mesophilen Wäldern, vorzugsweise an Bachläufen. Die Arten kommen vorwiegend in der Unterschicht und der Strauchschicht der Wälder vor, gelegentlich auch an Waldrändern und in Sekundärwäldern. Insbesondere in niederwüchsigen, moosigen Bergwäldern wachsen die Arten auch in der Oberschicht.

## Blüten- und Fruchtbiologie
Die kleinen, weißen bis gelblichen, zu gut sichtbaren Blütenständen angeordneten Blüten mit flachem Blütenboden sowie das Vorhandensein eines Nektar produzierenden Diskus deuten wie bei den übrigen Vertretern der Cunoniaceae auf unspezialisierte Bestäuber hin, etwa kurzrüsselige Bienen, Wespen, Fliegen, Schmetterlinge und Käfer. Die geflügelten Samen werden durch den Wind ausgebreitet.

## Taxonomie und Systematik
Die Gattung Spiraeanthemum wurde 1854 durch den US-amerikanischen Botaniker Asa Gray auf der Basis von Aufsammlungen der United States Exploring Expedition beschrieben, zuerst in einem kurzen Bericht an die American Academy of Arts and Sciences und kurz darauf noch einmal ausführlicher. Die Erstbeschreibung der Gattung umfasste zwei Arten, Spiraeanthemum samoense und Spiraeanthemum vitiense, und erfolgte im Rahmen der von Gray sehr weit – einschließlich der Cunoniaceae – gefassten Steinbrechgewächse (Saxifragaceae). Durch den US-amerikanischen Botaniker Albert C. Smith wurde im Jahr 1952 Spiraeanthemum samoense als Lektotypus ausgewählt.
Im Jahr 1979 trennte der niederländische Botaniker Ruurd Dirk Hoogland eine eigene, zu Ehren von Albert C. Smith benannte Gattung Acsmithia ab, die Arten mit quirliger Blattstellung und zwittrigen Blüten umfasste. Spiraeanthemum im engeren Sinn grenzte er auf Arten mit gegenständiger Blattstellung und eingeschlechtigen, zweihäusig verteilten Blüten ein.
In einer molekularbiologische Untersuchung auf der Basis von Sequenzen der Chloroplasten-DNA haben sich Spiraeanthemum und Acsmithia gemeinsam als Schwestergruppe aller übrigen Vertreter der Cunoniaceae gezeigt. Das konnte auch mit morphologischen Merkmalen untermauert werden. Infolgedessen wurden diese beiden Gattungen in der Tribus Spiraeanthemeae Engl. zusammengefasst. Nur hier kommen innerhalb der Cunoniaceae freie Fruchtblätter vor.
Eine weitere molekularbiologische Studie auf der Grundlage einer Region des Plastiden-Genoms und zweier Gene aus dem Zellkern hat im Jahr 2009 gezeigt, dass Spiraeanthemum im engeren Sinn zwar monophyletisch, aber in die paraphyletische Gattung Acsmithia eingebettet ist. Als Konsequenz daraus schlugen die Autoren deshalb vor, Spiraeanthemum weit zu fassen, unter Einschluss von Acsmithia. Sie konnten innerhalb von Acsmithia zwei Artengruppen unterscheiden, eine Acsmithia densiflora-Gruppe mit 2–4(–6) Samenanlagen in jedem Fruchtblatt und behaarten Endknospen und eine Acsmithia brongniartiana-Gruppe mit nur einer einzigen Samenanlage und – mit einer Ausnahme – kahlen, oft harzigen Endknospen. Die phylogenetischen Beziehungen zwischen Spiraeanthemum im engeren Sinn und den beiden Artengruppen von Acsmithia zeigt das folgende Kladogramm:
|  | „Acsmithia“ densiflora-Gruppe                                                                 |
|  |                                                                                               |
|  | \| \| „Acsmithia“ brongniartiana-Gruppe \| \| \| \| \| \| Spiraeanthemum i. e. S. \| \| \| \| |
|  |                                                                                               |
|  | „Acsmithia“ brongniartiana-Gruppe                                                             |
|  |                                                                                               |
|  | Spiraeanthemum i. e. S.                                                                       |
|  |                                                                                               |

|  | „Acsmithia“ brongniartiana-Gruppe |
|  |                                   |
|  | Spiraeanthemum i. e. S.           |
|  |                                   |

|  | „Acsmithia“ densiflora-Gruppe                                                                 |
|  |                                                                                               |
|  | \| \| „Acsmithia“ brongniartiana-Gruppe \| \| \| \| \| \| Spiraeanthemum i. e. S. \| \| \| \| |
|  |                                                                                               |
|  | „Acsmithia“ brongniartiana-Gruppe                                                             |
|  |                                                                                               |
|  | Spiraeanthemum i. e. S.                                                                       |
|  |                                                                                               |

|  | „Acsmithia“ brongniartiana-Gruppe |
|  |                                   |
|  | Spiraeanthemum i. e. S.           |
|  |                                   |

## Etymologie
Der Name Spiraeanthemum leitet sich von Spiraea (Spierstrauch) und dem altgriechischen Wort ἄνθεμον (ánthemon, dt. Blume, Blüte) her. Asa Gray hat in der Erstbeschreibung die Ähnlichkeit im Blütenbau mit den Rosengewächsen, speziell die Übereinstimmung des Gynoeceums mit dem der Spiersträucher betont.

## Arten
Nach Erweiterung der Gattung um die bisher zu Acsmithia gestellten Arten besteht Spiraeanthemum nunmehr aus 19 Arten. Auf Neukaledonien hat die Untersuchung der Sequenzen zweier Gene aus dem Zellkern gezeigt, dass innerhalb von Spiraeanthemum ellipticum und Spiraeanthemum pubescens kryptische Arten vorliegen. Bei beiden Arten weisen die morphologisch nicht unterscheidbaren Populationen von Ultramafitit-Standorten im Südteil der Insel und von anderen Substraten im Norden jeweils genetische Unterschiede auf, die denen von selbständigen Arten entsprechen.
| Wissenschaftlicher Name                                | Verbreitung                            | Anmerkungen   |
| ------------------------------------------------------ | -------------------------------------- | ------------- |
| Spiraeanthemum densiflorum-Gruppe (Acsmithia p.p.)     |                                        |               |
| Spiraeanthemum davidsonii F.Muell.                     | Nordost-Australien (Queensland)        |               |
| Spiraeanthemum densiflorum Brongn. & Gris              | Neukaledonien                          |               |
| Spiraeanthemum integrifolium Pulle                     | Molukken, westliches Neuguinea         |               |
| Spiraeanthemum parvifolium Schltr.                     | Neuguinea                              |               |
| Spiraeanthemum pulleanum Schltr.                       | Neuguinea                              |               |
| Spiraeanthemum reticulatum Schltr.                     | Neuguinea, Louisiade-Archipel (Misima) |               |
| Spiraeanthemum brongniartianum-Gruppe (Acsmithia p.p.) |                                        |               |
| Spiraeanthemum brongniartianum Schltr.                 | Neukaledonien                          |               |
| Spiraeanthemum collinum (Hoogland) Pillon              | Neukaledonien                          |               |
| Spiraeanthemum ellipticum Vieill. ex Pamp.             | Neukaledonien                          | Kryptospezies |
| Spiraeanthemum meridionale (Hoogland) Pillon           | Neukaledonien                          |               |
| Spiraeanthemum pedunculatum Schltr.                    | Neukaledonien                          |               |
| Spiraeanthemum pubescens Pamp.                         | Neukaledonien                          | Kryptospezies |
| Spiraeanthemum vitiense A.Gray                         | Fidschi                                |               |
| Spiraeanthemum i. e. S.                                |                                        |               |
| Spiraeanthemum bougainvillense Hoogland                | Bougainville                           |               |
| Spiraeanthemum graeffei Seem.                          | Fidschi                                |               |
| Spiraeanthemum katakata Seem.                          | Fidschi                                |               |
| Spiraeanthemum macgillivrayi Seem.                     | Bismarck-Archipel, Salomonen, Vanuatu  | 2 Unterarten  |
| Spiraeanthemum samoense A.Gray                         | Samoa                                  |               |
| Spiraeanthemum serratum Gillespie                      | Fidschi                                |               |

## Galerie

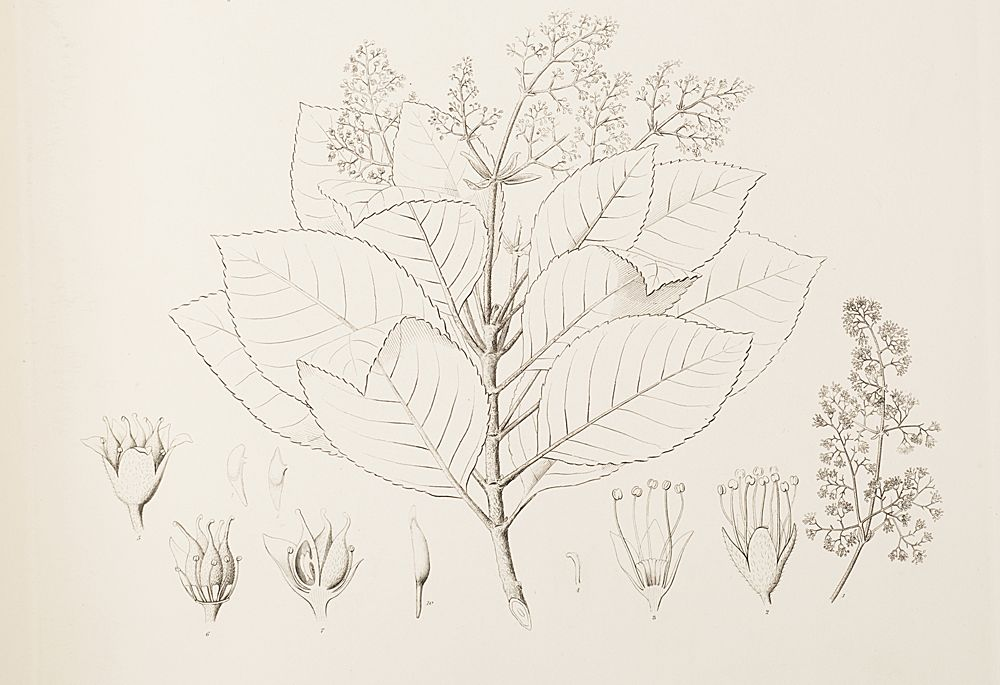
Spiraeanthemum samoense
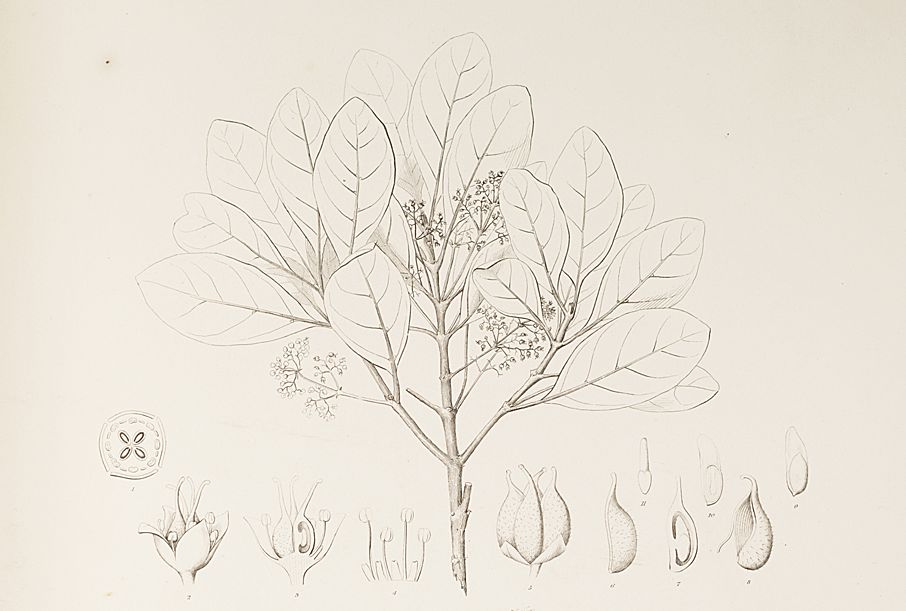
Spiraeanthemum vitiense

## Nutzung
Für Spiraeanthemum parvifolium gibt es eine Angabe, dass die Borke dieser Art in der Volksmedizin bei Magenschmerzen verwendet wird.

## Gefährdung
Nur die vier Arten, die auf den Fidschiinseln vorkommen, sind in der Roten Liste gefährdeter Arten der IUCN bewertet. Demnach sind Spiraeanthemum graeffei, Spiraeanthemum serratum und Spiraeanthemum vitiense (= Acsmithia vitiense) aufgrund der wenigen und kleinen Populationen als „stark gefährdet“ (EN) eingestuft. Spiraeanthemum katakata gilt als „nicht gefährdet“ (LC).